# 弗雷登贝克
弗雷登贝克是德国下萨克森州的一个市镇。总面积48.58平方公里，总人口5769人，其中男性2880人，女性2889人（2011年12月31日），人口密度119人/平方公里。